# Enispe lunata
Enispe lunata är en fjärilsart som beskrevs av John Henry Leech 1891. Enispe lunata ingår i släktet Enispe och familjen praktfjärilar. Inga underarter finns listade i Catalogue of Life.